# Thalamarchis chalchorma
Thalamarchis chalchorma là một loài bướm đêm trong họ Crambidae.